# San Miguel de Bernuy
San Miguel de Bernuy è un comune spagnolo di 179 abitanti situato nella comunità autonoma di Castiglia e León.